# 25 T
A 25 T egy kínai személykocsi család, melyek a Csinghaj–Tibet-vasútvonalon teljesítenek szolgálatot.

## Típusok

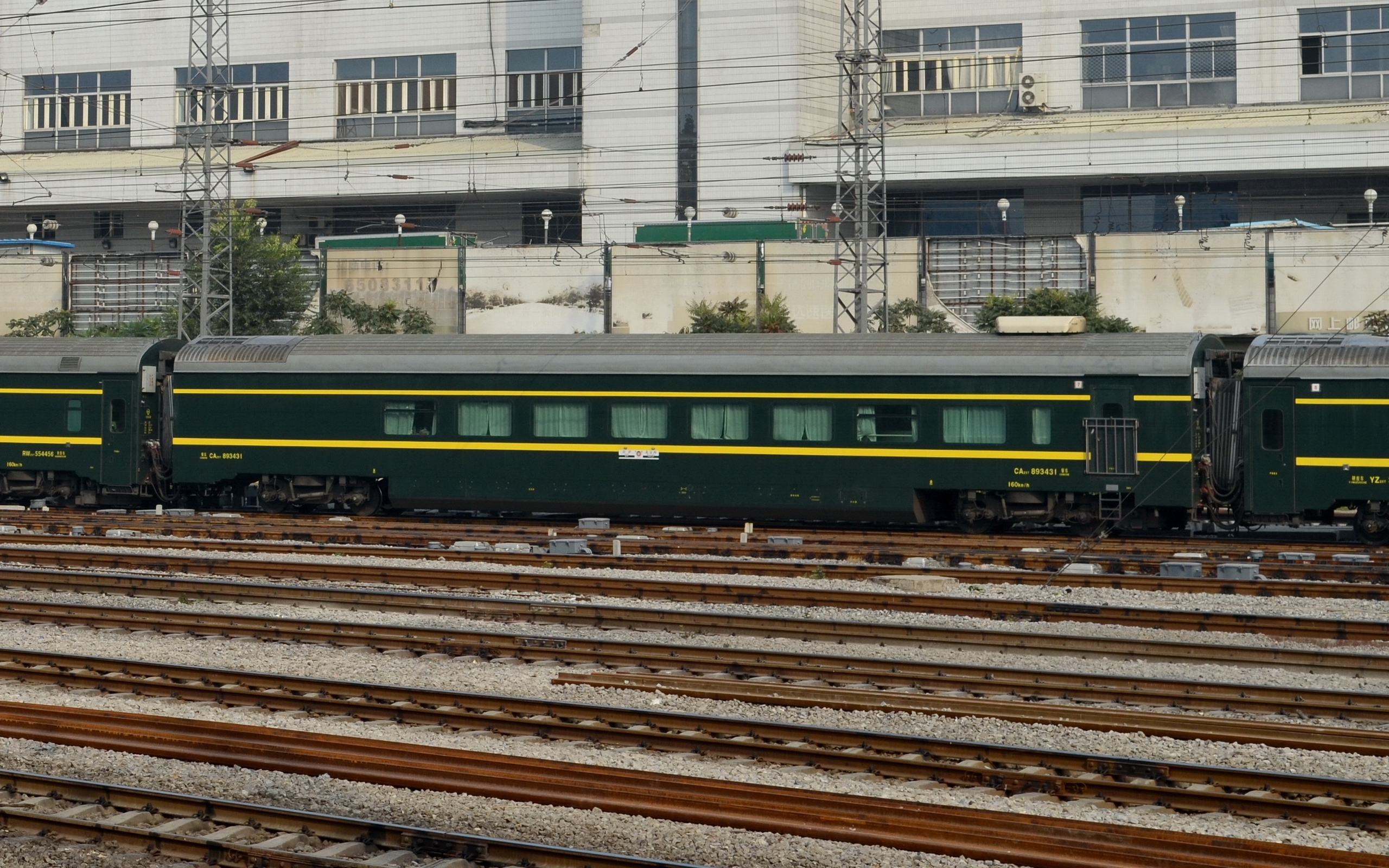
CA25T

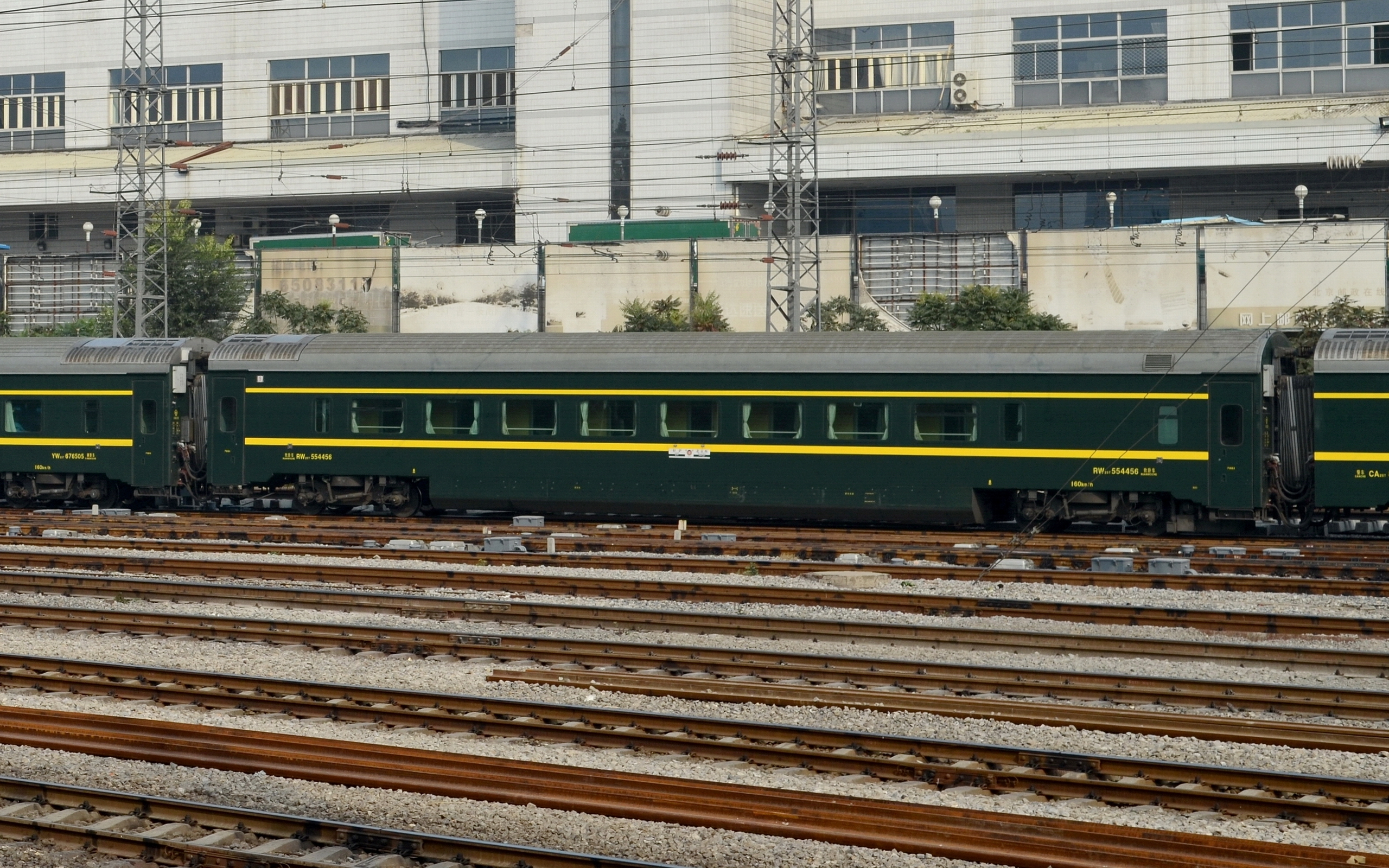
RW25T

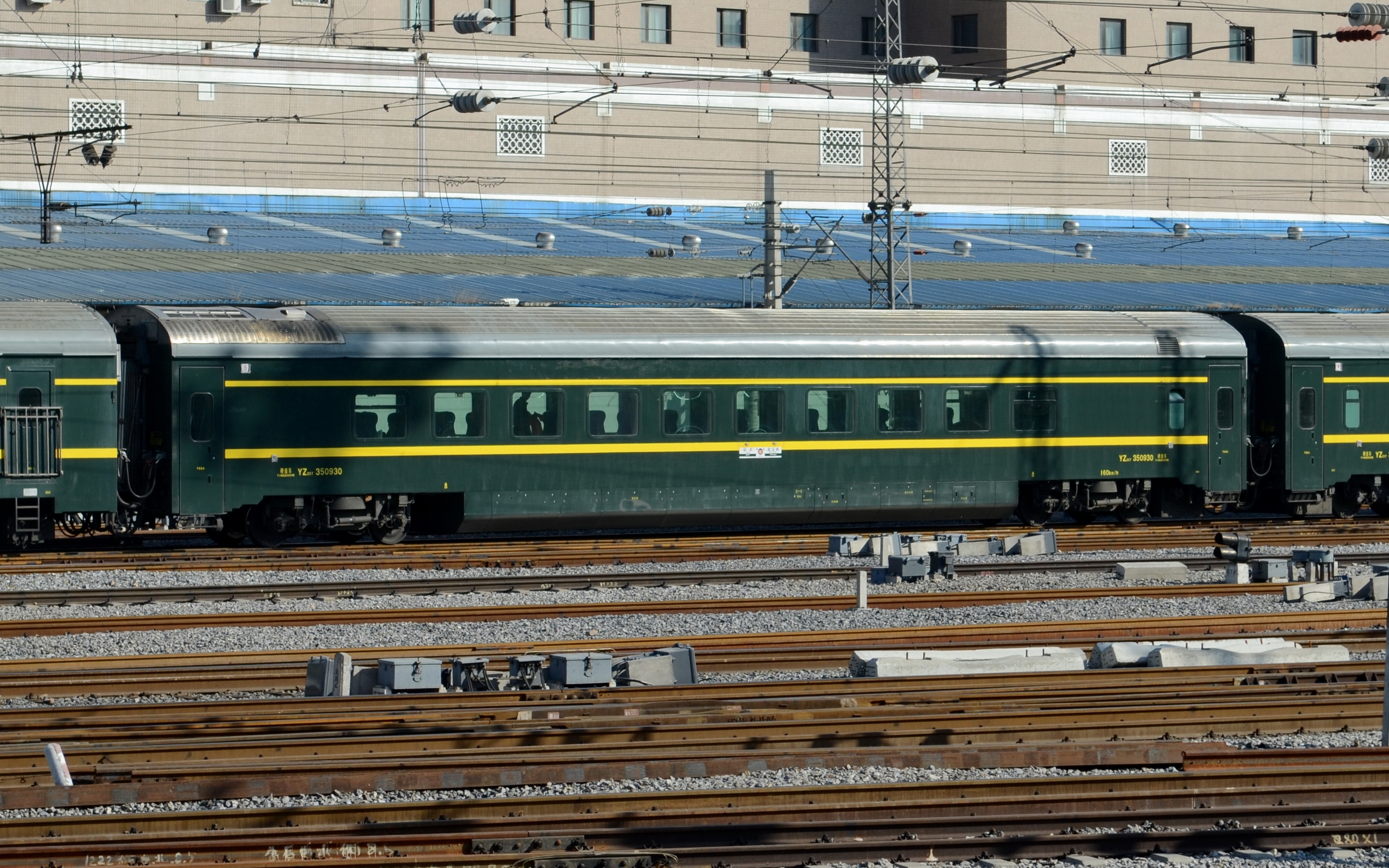
YZ25T

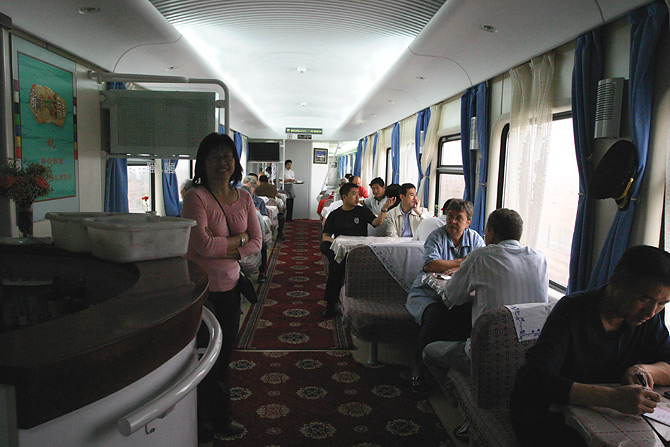
Étkezőkocsi

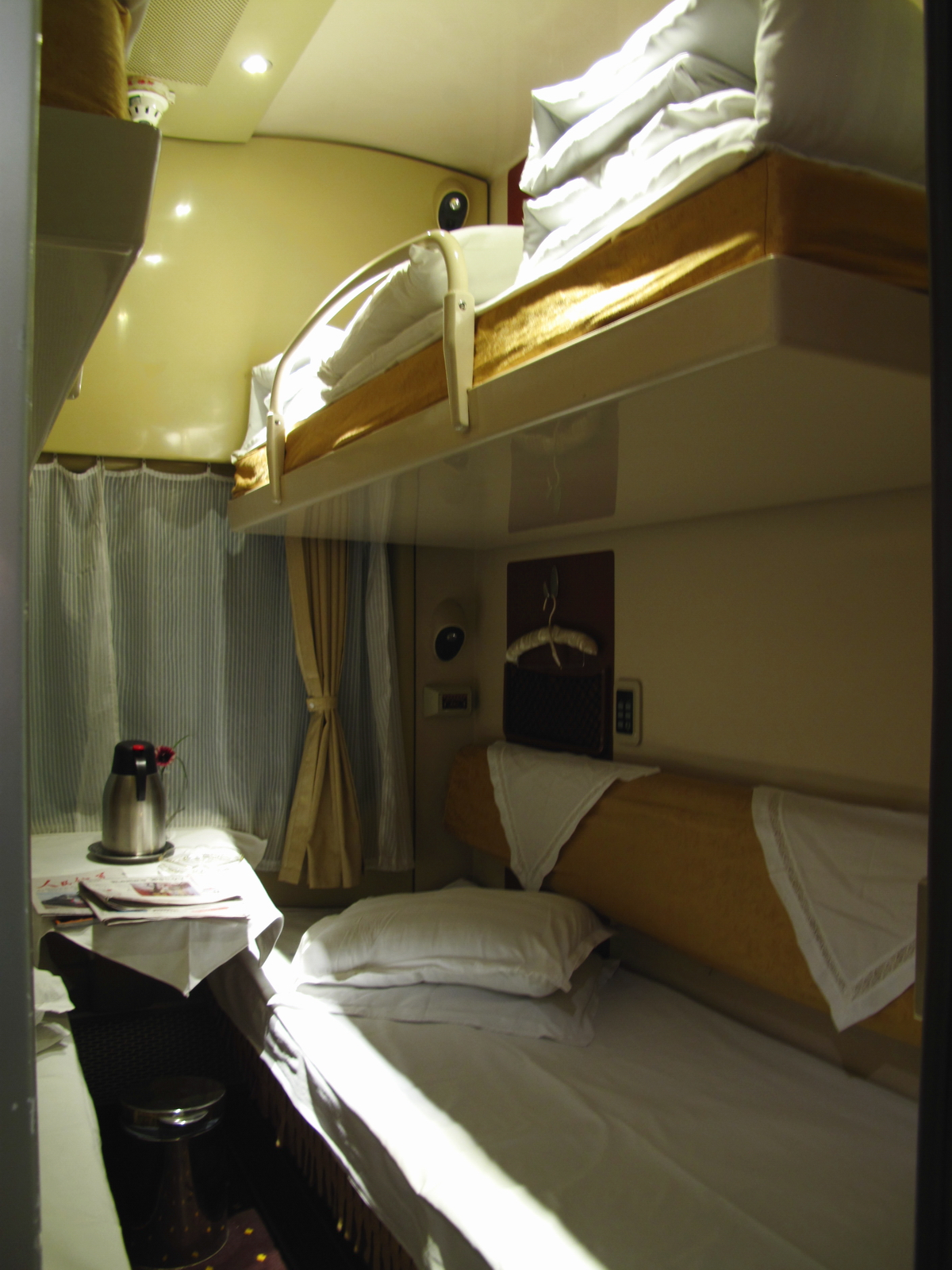
Hálókocsi hálófülkéje

- Harmadosztályú ülőhelyes kocsi
- Másodosztályú hálókocsi
- Első osztályú hálókocsi
- Étkező kocsi
- Generátor kocsi, poggyászkocsi